# Sellerich
Sellerich là một đô thị ở huyện Bitburg-Prüm, trong bang Rheinland-Pfalz, phía tây nước Đức. Đô thị Sellerich có diện tích 17,37 km², dân số thời điểm ngày 31 tháng 12 năm 2006 là 303 người.